# Fantasy General
Fantasy General II — покроковий варгейм, розроблений Owned by Gravity і опублікований Slitherine Software у вересні 2019 року. Сиквел однойменної стратегії 1996 року.

## Оцінки і відгуки
На агрегаторі Metacritic середня оцінка склала 80 балів зі 100.